# Világsátor
A Világsátor néven is ismert Roma Kulturális Központ egy meg nem valósult létesítmény, melyet az ország több városában is megkíséreltek megvalósítani, de mindenhol ellenállásba ütközött. Székesfehérváron a volt bőrgyár épületébe tervezték, 2012-ben, de a helyi lakosok tiltakozására végül nem valósult meg.
Következő lépésként Miskolcon próbálták megépíteni a központot, amelynek létesítése a 2012 és 2013 fordulóján a városi radikális jobboldal és a polgármester közötti erőpróbává vált. A központ létrehozását Kriza Ákos polgármester is támogatta. 1.7 milliárdos uniós forrásból valósult volna meg, de a fenntartását a városnak kellett volna állnia.
A terv a „kulturális nemzetegyesítés és a társadalmi felzárkózás”, illetve a szórványban élő kisebbségek ügyének felkarolásának ügyét szem előtt tartó projektként került a miskolci városi közgyűlés elé. Az elképzelt központ a Miskolci Egyetem jelentette szakmai-tudományos bázisra alapozva, három kiemelt szakterületet felkarolva kezdte volna meg működését. A kutatás-módszertani és antropológia szakterület mellett a hátrányos helyzetű (döntően roma) fiatalok oktatása, illetve kultúraközvetítő (kiállítások, vetítések szervezése) funkció kapott volna helyet a Világsátorban. (A létesítményről folyó társadalmi vita további szakaszából szórványban élő nem roma kisebbségek ügye teljesen hiányzott, a központ kizárólag mint romákkal kapcsolatos létesítmény jelent meg. A miskolci közgyűlés illetékes bizottsága elé terjesztett terv is kizárólag a roma kisebbségről ejt szót. A nem roma kisebbségek programba történő beemelése a két nappal később tartott közgyűlésen bukkant föl először, igaz a roma kisebbséget képviselő Váradi Gábor szinte azonnal értetlenségét fejezte ki a nemzetegyesítés szó használata miatt.) A projektet projektet érő egyik kritika ellenben éppen az volt, hogy annak formálásába a cigányság képviselőit nem vonták be.
A miskolci romákkal szemben korábban többször is kritikus Jobbik szinte azonnal tiltakozott a tervezet ellen. 2013. januárjában bejelentették, hogy helyi népszavazást kezdeményeznek a Világsátor ellenében. A nemzeti radikális párt aláírásgyűjtése február elejére 20 000 miskolcit mozgósított, az aláírások kampányszerű gyűjtésében maga a pártelnök, Vona Gábor is részt vett.
A Jobbik által megjelenített társadalmi ellenállás mellett a projekt időbeni megvalósíthatósága és későbbi fenntartása körül is kérdőjelek mutatkoztak. A pályázat megvalósítására, az épület üzembe helyezésére igen szűkös volt a határidő: a 2013-ig tartó EU-s költségvetési ciklus fejlesztéseit 2014 végéig meg kellett volna valósítani, ám a bürokratikus eljárások és határidők kétségessé tették annak tarthatóságát. Miskolc közgyűlésében fogalmazódott meg, hogy a fenntartás költségeit ne a város, hanem a Kormány vállalja a következő 12 évben.
2013. február 5-én Kriza Ákos bejelentette, hogy a Világsátor Miskolcon nem valósul meg. A terv ejtésének okaként a Jobbik tevékenységét és a finanszírozás bizonytalanságát nevezte meg. Vona Gábor Kriza visszalépő nyilatkozatával egy időben jelezte, hogy pártja szembeszáll minden hasonló kezdeményezéssel, legyen az bárhol az országban.
Következőnek Sárospatakon, majd Ózdon kísérelték megvalósítani a létesítményt, de mindkét városban a helyi lakosság ellenállásába ütközött, melyet a Jobbik is támogatott.